# Cultura (serie SF)
 Seria Cultura (în engleză Culture) este o serie de romane științifico-fantastice scrisă de autorul scoțian Iain M. Banks. Poveștile se concentrează asupra Culturii, o societate spațială utopică, bazată pe abundența economiei, populată de umanoizi, extratereștri și inteligențe artificiale foarte avansate care trăiesc în habitate socialiste răspândite în galaxia noastră. Tema principală a romanelor o reprezintă dilemele cu care se confruntă o hiperputere idealistă în tratarea civilizațiilor care nu-i împărtășesc idealurile și al căror comportament îl găsește uneori respingător. În unele dintre povești, acțiunea se desfășoară în principal în medii din afara Culturii, iar personajele de frunte sunt adesea la marginea (sau non-membri ai) Culturii, uneori acționând ca agenți ai Culturii (cunoscând și/sau neștiind) planurile sale a civiliza galaxia.

## Cultura
Cultura este o societate formată din diverse rase umanoide și inteligențe artificiale  cu aproximativ 9.000 de ani înainte de evenimentele romanelor din serie. Deoarece majoritatea populației sale biologice poate avea practic orice dorește fără a fi nevoie să lucreze, nu este nevoie de legi sau de forțe de aplicare a acestora, iar cultura este descrisă de Banks ca un socialism spațial.   Prezintă o economie a anbudenței  unde tehnologia este avansată într-un asemenea grad încât toată producția este automatizată. Membrii săi trăiesc în principal în nave spațiale și alte construcții în afara planetei, deoarece fondatorii ei au dorit să evite structurile de putere politice și corporative centralizate pe care le încurajează economiile bazate pe planete. Cea mai mare parte a planificării și administrării este realizată de Minte, inteligențe artificiale foarte avansate. 
Deși Cultura are o tehnologie mai avansată și o economie mai puternică decât marea majoritate a civilizațiilor cunoscute, este doar una dintre civilizațiile „implicate” care participă activ la treburile galactice. Homomda mult mai în vârstă este puțin mai avansată în perioada romanului  Consider Phlebas (aceasta este, totuși, setat cu câteva secole înainte de celelalte romane, iar tehnologia Culturii și puterea marțială continuă să progreseze interimar);  Morthanveld au o populație și o economie mult mai mari, dar sunt împiedicate de o atitudine mai restrictivă față de rolul IA în societatea lor.  Capacitățile tuturor acestor societăți sunt mult depășite de cele ale civilizațiilor Vârstnice (semi-retrase din politica galactică, dar care rămân extrem de puternice) și ale Sublimatelor, entități care și-au abandonat forma materială pentru o existență non-corporală, multidimensională, dar acestea, în general, se abțin de la orice intervenție în lumea materială.  